# ロス・パワーズ
ロス・パワーズ（Ross Powers、1979年2月10日 - ）は、アメリカ合衆国バーモント州ストラットン出身のスノーボード選手。2002年ソルトレークシティオリンピックのハーフパイプ競技におけるアメリカの圧勝劇の立役者のひとり。パワーズが優勝を決めた日は、23歳の誕生日の次の日であった。なお、アメリカが冬季オリンピックにおいてメダルを独占したのは、1953年の男子フィギュアスケート競技以来のことであった。その中で、パワーズは46.1ポイントを記録して大会を支配した。
パワーズの最後の演技においてパイプにドロップインした後、当時の世界記録となる約5m40cmの高さでメソッドグラブを決め、それに続き2度のマック・ツイスト、キャブ720インディーグラブ、そしてフロントサイド・インディグラブ、スイッチサイド・エアと立て続けにトリックを成功させた。
パワーズは、ハーフパイプ競技における最も成功した選手のひとりである。パワーズはUSオープン、ヨーロッパ・オープン、VANSカップ、そしてX Gamesといった大会を転戦している。2004-2005シーズンにおいて、マウント・バチェラー・グランプリに勝利しそのシリーズの総合チャンピオンに輝いた。現在はベニントンで妻と娘と共に暮らしている。